# نعناع وبري
نعناع وبري (الاسم العلمي:Mentha villosa) هو نوع هجين من النباتات يتبع جنس النعناع من الفصيلة الشفوية.